# Португалия на «Евровидении-2003»
Португалия принимала участие в сорок восьмом выпуске телевизионного конкурса Евровидение-2003, который состоялся 24 мая в Риге, Латвия. Страна вернулась после годичного перерыва, вызванного финансовыми трудностями, сделавшими невозможным участие на Евровидение-2002. Португалию представляла певица Рита Герра с песней Deixa-me sonhar (só mais uma vez) "Позволь мне помечтать (ещё раз)", написанной Пауло Мартиншем. По итогам голосования Герра заняла 22-е место из 26, набрав только 13 очков. Данный результат привёл к тому, что Португалии пришлось участвовать в полуфинале Евровидения-2004. Таким образом, Deixa-me sonhar (só mais uma vez) стала предшественницей португальской заявки на конкурсе 2004 года Foi magia в исполнении Софии Витория. Конкурс был показан RTP на каналах RTP1 и RTP Internacional с комментариями Маргариды Мерсеш де Мело. Глашатаем, объявлявшим очки португальских телезрителей в эфире, была Хелена Рамос.

## Предыстория
К моменту своего участия на конкурсе 2003 года Португалия уже участвовала на Евровидение 36 раз с момента своего дебюта в 1964 году. На тот период времени самым лучшим результатом страны было шестое место, которое Португалия зафиксировала в 1996 году с песней O meu coração não tem cor в исполнении Люсии Мониз. Самым худшим результатом Португалии было последнее место, которого она достигла трижды: в 1964, 1974 и 1997 годах. Также страна дважды получала ноль баллов. Последний раз это произошло в 1997 году с песней Antes do adeus в исполнении Селии Лоусон. На Евровидение-2001 Португалия заняла 17-е место с песней Só sei ser feliz assim группы MTM, заработав 17 очков.
Португальская телекомпания RTP с 1964 года отвечает за организацию выбора заявки на Евровидение и трансляцию конкурса. Первоначально Португалия была заявлена среди участников Евровидения-2002, но позже было объявлено об отказе страны от участия из-за нехватки финансов. 29 ноября 2002 года RTP объявило о возвращении Португалии на Евровидение.

## До «Евровидения»

### Внутренний отбор
Начиная со своего дебюта в 1964 году RTP организовывало традиционный национальный финал под названием Festival da Canção с участием нескольких артистов и песен, кроме 1988 года, когда заявка утверждалась внутри телекомпании. Несмотря на первоначальное объявление о том, что отбор португальской песни 2003 года будет включать конкурс певцов с реалити-шоу Operação Triunfo, телекомпания выбрала исполнителя собственными силами из-за конфликтов в расписании и организовала национальный финал, чтобы выбрать песню.
9 января 2003 года RTP анонсировало, что страну в Риге будет представлять певица Рита Герра. Герра уже участвовала на Festival da Canção 1992 с песней Meu amor inventado em mim, где заняла второе место, уступив победу Дине. Тогда же было объявлено, что песню будут выбирать телезрители на национальном финале.

### Festival da Canção 2003
Festival da Canção 2003 стал тридцать шестым выпуском национального финала, который состоял из двух шоу, проведенных в течение первого сезона конкурса реалити-певцов Operação Triunfo 23 февраля и 2 марта 2003 года. Оба шоу были отсняты в телестудии Endemol TV в Мем-Мартинш. Ведущей была Катарина Фуртадо. Во время первого шоу Рита Герра представила три песни публике, которые поступили вещателю в период с 5 по 18 февраля 2003 года. На втором шоу была объявлена песня-победитель, определённая голосами телезрителей. Ею стала Deixa-me sonhar (só mais uma vez), набравшая три четверти всех голосов зрителей. Позже Рита Герра записала англоязычную версию этой песни под названием When You're Gone.
| Порядковый номер | Название песни                    | Автор(ы)                                              | Проценты | Место |
| ---------------- | --------------------------------- | ----------------------------------------------------- | -------- | ----- |
| 1                | Prazer no pecado                  | Мениту Рамос                                          | 15%      | 2     |
| 2                | Estes dias sem fim                | Руй Мигел Соареш Коррейя, Лаура Сантуш, Ракель Маркуш | 10%      | 3     |
| 3                | Deixa-me sonhar (só mais uma vez) | Пауло Мартинш                                         | 75%      | 1     |

## На «Евровидении»
По правилам Евровидения, все страны, за исключением тех, кто занял последние шесть мест по итогам прошлого года, допускались к участию. 29 ноября 2002 года была проведена жеребьёвка, согласно которой Португалия должна выступать под номером 7, между Боснией и Герцеговиной и Хорватией. Специально для Евровидения Рита Герра исполнила двуязычную версию своей песни, где второй припев и бридж прозвучали на английском языке. Это был первый случай в истории Португалии на Евровидение, когда часть песни прозвучала на английском языке. По итогам голосования она заняла лишь 22-е место из 26, набрав только 13 очков. Данный результат привёл к тому, что Португалии пришлось участвовать в полуфинале Евровидения-2004. 12 очков португальские телезрители присудили Испании и 4 очка России. Россия не присудила Португалии ни одного очка.

### Голосование
| Очки      | Страна               |
| --------- | -------------------- |
| 12 баллов |                      |
| 10 баллов |                      |
| 8 баллов  |                      |
| 7 баллов  |                      |
| 6 баллов  | - Франция            |
| 5 баллов  |                      |
| 4 балла   |                      |
| 3 балла   | - Украина            |
| 2 балла   | - Ирландия - Испания |
| 1 балл    |                      |

| Очки      | Страна   |
| --------- | -------- |
| 12 баллов | Испания  |
| 10 баллов | Австрия  |
| 8 баллов  | Турция   |
| 7 баллов  | Ирландия |
| 6 баллов  | Бельгия  |
| 5 баллов  | Норвегия |
| 4 балла   | Россия   |
| 3 балла   | Швеция   |
| 2 балла   | Франция  |
| 1 балл    | Мальта   |